# Aysha montenegro
Aysha montenegro là một loài nhện trong họ Anyphaenidae.
Loài này thuộc chi Aysha. Aysha montenegro được Antonio D. Brescovit miêu tả năm 1992.